# Pieśń dla Lyanny
Pieśń dla Lyanny (tyt. oryg. Song for Lya) – opowiadanie fantastycznonaukowe autorstwa amerykańskiego pisarza George’a R.R. Martina. Zostało opublikowane w czasopiśmie „Analog Science Fiction and Fact” w 1974. Polskie tłumaczenie ukazało się jako wkładka w pierwszym i drugim numerze miesięcznika „Fantastyka” (1982). Tekst został później umieszczony w zbiorach Retrospektywa. Światło odległych gwiazd (2007) i Żeglarze nocy i inne opowiadania (2019) oraz 5. tomie antologii Rakietowe szlaki (2012).
W 1975 opowiadanie zdobyło nagrodę Hugo za najlepsze opowiadanie i zajęło 2. miejsce w tej samej kategorii w walce o nagrodę Locusa. Było także nominowane do nagród Nebula i Jupiter za najlepszą nowelę w 1975.

## Fabuła
Dwoje telepatów, Rob i Lyanna, lądują na planecie zamieszkałej przez dwie rasy: ludzi i Shkeen. Shkeenowie, inteligentni Obcy, nie mają rozwiniętej cywilizacji. Powodem jest kult, który każe im łączyć się z pasożytniczym organizmem. Proces wyzwala w uczestnikach euforię i uczucie głębokiej miłości do wszystkich stworzeń, jednocześnie zabijając indywidualność.

## Odbiór i ocena
Wojtek Sedeńko ocenia, że wydane w stanie wojennym opowiadanie „poruszyło czytelników – [gdyż] komunizm chciał w nas zabić indywidualność i różnorodność”.
Recenzent Esensji.pl pisze o tekście: „crème de la crème”, „bodaj najbardziej znane obok Piaseczników opowiadanie Martina”. „Potężny ładunek emocji, pięknego języka, ŻYWYCH bohaterów, ale też spora dawka rozważań teologiczno-filozoficznych – zdecydowanie najjaśniejszy punkt antologii”.
Recenzent portalu Naekranie pisze, że „to nie tylko bogata fabularnie historia o telepatii czy kosmitach. To również romantyczno-filozoficzny traktat, dotykający takich uniwersalnych problemów jak miłość, samotność czy możliwość zrozumienia drugiej osoby”. Dodaje też informację, że opowiadanie zostało napisane „pod wpływem nieszczęśliwego uczucia Martina”.